# 10167 Yoshiwatiso
10167 Yoshiwatiso è un asteroide della fascia principale. Scoperto nel 1995, presenta un'orbita caratterizzata da un semiasse maggiore pari a 2,4491472 UA e da un'eccentricità di 0,1540960, inclinata di 3,27212° rispetto all'eclittica.